# Eriochrysis pallida
Eriochrysis pallida är en gräsart som beskrevs av William Munro. Eriochrysis pallida ingår i släktet Eriochrysis och familjen gräs. Inga underarter finns listade i Catalogue of Life.